# Кулак дракона
«Кула́к драко́на» (иер. трад. 龍拳, кант.-рус.: Лун кхюнь, англ. Dragon Fist) — фильм с боевыми искусствами, вышедший на большие экраны в 1979 году.
Срежиссировал картину гонконгский режиссёр Ло Вэй. Основные роли в фильме достались гонконгским актёрам Джеки Чану, Норе Мяо, Джеймс Тяню и корейской актрисе Им Ын Джу.
По сюжету мастера по боевым искусствам убивает мастер другой школы, за давний роман с его женой, из-за чего спустя годы главный ученик, вместе со вдовой и дочерью убитого, отправляется, чтобы восстановить репутацию школы и отомстить за учителя.
По большей части картина снискала благосклонные отзывы кинокритиков.

## Сюжет
Тхон Хоувань, ученик школы Таншань, встречает гостей, пришедших к мастеру Чон Самтхаю, учителю Хоуваня, по случаю его победы в турнире по боевым искусствам. Не успев повесить вывеску победителя, Самтхай видит в дверях неожиданно прибывшего мастера соседней школы Чун Кимкуаня. Гость заявляет, что вывеска принадлежит ему, аргументируя это тем, что, хоть Самтхай и победив на турнире, но с ним не бился. Самтхай принимает вызов незваного гостя. Битва разворачивается во дворе школы Самтхая, по итогам которой Кимкуань сильно избивает Самтхая. Избитый соглашается отдать вывеску. Уходя, Кимкуань разламывает вывеску школы Самтхая.
Находясь при смерти, Самтхай просит Хоуваня позаботиться о его дочери Мунлань и супруге. Парень обещает учителю отомстить и возродить школу. Самтхай умирает.
Кимкуань принимает поздравления гостей в своей школе. Он просит свою дочь Чхаупхин позвать жену. Чхаупхин застаёт свою мать повешенной. Кимкуань находит предсмертную записку, в которой сказано, что он убил Самтхая под предлогом поединка, поскольку таил злобу из-за того, что она когда-то любила Самтхая. Повешенная также желает, чтобы её муж стоял за справедливость и научился терпимости — только в этом случае её душа обретёт покой. Прочитав записку, Кимкуань отрубает себе ногу.
Неизвестные убивают рабочих на плавучих брёвнах. На просьбу одного из трудяг сжалиться, главный из шайки отвечает отказом, поскольку рабочие «всё видели». Там же бандиты находят мешки, которые впоследствии намереваются перепрятать. За всем этим наблюдает один из спрятавшихся рабочих. Труп убитого рабочего обнаруживают в реке местные жители. Они решают сообщить об этом мастеру Чуну.
Кимкуань наблюдает за поединком своих учеников, Фонкона и Намсина, по исходу которого учитель признаёт, что у второго наблюдается прогресс. Предложив дочери сразиться, хозяин школы видит учеников, несущих труп из реки. Мастер говорит, что это уже шестой труп. Ученики предполагают, что к убийству причастен Нгай Чхонлун, глава одной из школ. Предположение подтверждает спрятавшийся свидетель убийства, сообщая, что видел толстяка Хёя. Кимкуань приказывает двум сражавшимся ученикам разыскать и привести толстяка.
Придя к Чхонлуну, двое требуют выдать им толстяка, чтобы их школа смогла провести его допрос и расследование. Чхонлун и его люди убеждают гостей, что у них нет разыскиваемого, из-за чего те уходят. Прихвостни предлагают Чхонлуну уничтожить школу Тепимость (так называется школа Кимкуаня) и в итоге сходятся во мнении, что для этого нужен предлог и поддержка со стороны.
Хоувань, Мунлань и её мать путешествуют по реке с целью разыскать убийцу мастера их школы. Местные парни из дома Чхонлуна, увидев Мунлань, решают присоединиться. Главный из них, Сиусам, желает взглянуть на вещь у Хоуваня за спиной, на что тот предлагает любопытному заплатить своей ногой. Юноши уходят. Находясь в храме, в который захотела зайти вдова погибшего, Хоувань решает отлучиться. В разговоре с последовавшей за ним Мунлань Хоувань выражает обеспокоенность за будущее своих спутниц в случае, если ему не удастся отомстить. Дочь Самтхая успокаивает словами о том, что защитит себя. Хоувань уходит.
Прогуливаясь, юноша натыкается на тех же парней, желающих с ним подраться. Появившаяся Чхаупхин силой пытается их остановиться. В драку вступает Хоувань. Мальчик, находившийся с девушкой, приводит на помощь Фонкона и Намсина. Увидев двух пришедших, Хоувань говорит девушке, что прибыл взыскать долг, и уходит. Фонкон решает рассказать о прибытии ученика Самтхая учителю.
Кимкуань, узнав об этом, собирает всех своих учеников. На собрании хозяин «Терпимости» призывает учеников быть сдержанными, когда придёт Хоувань.
Лоусам, подручный Чхонлуна, сообщает ему о прибытии Хоуваня и выражает уверенность, что гости прибыли отомстить Кимкуаню. Чхонлун просит Лоусама устроить так, чтобы Хоувань точно разобрался с Кимкуанем.
Ученик Самтхая сообщает Мунлань, что разыскал врага. Вдова убеждает бойца не проявлять жестокость, достаточно будет просто одержать победу в поединке.
На встрече мастер «Терпимости» предлагает отложить поединок на три дня. Трое гостей принимают условие и покидают школу. После этого Кимкуань наблюдает за тем, как Фонкон скрытно покидает территорию школы.
Вернувшись в гостиницу, Хоувань и Мунлань слышат крики во время беседы о выдвинутом условии и восстановлении справедливости. Вдова чувствует боль после чая и говорит, что слышала чьи-то шаги. Парень просит Мунлань приглядеть за матерью. Уйдя в свой номер, Хоувань видит Фонкона. Незваный гость считает, что его учитель ни в чём не виноват, и проигравшие должны винить только себя. Видя упорство Хоуваня, Фонкон желает оценить мастерство Хоуваня, что заканчивается победой второго в поединке.
Вернувшись в школу, Фонкон проводит беседу со своим учителем, в ходе которой Кимкуань сознаётся, что знает, куда отправился его ученик, и что он проиграл. Фонкон просит научить его ножному искусству. Кимкуань считает, что будет лучше, если Фонкон разыщет толстяка, чтобы тот свидетельствовал против Чхонлуна.
По прибытии Хоуваня и его спутниц на поединок Чхацпхин отводит их в отдалённое здание. Находившийся там Кимкуань объясняет, что хотел уладить конфликт в день смерти его жены. На просьбу Хоуваня починить сломанную табличку его школы, которую он принёс с собой, хозяин «Терпимости» сразу представляет им новую вывеску. В ларце под вывеской представители школы Таншаня видят отрубленную ногу Кимкуаня. Калека сообщает, что сожалеет о содеянном по отношении к ним, из-за чего сменил название школы и отрубил ногу. Вдова останавливает Хоуваня, намеревающегося ударить Кимкуаня. По её мнению, конфликт улажен, а нападать на калеку неправильно.
Лоусам докладывает хозяину о случившемся, при этом уверяет, что парень ещё разделается со стариком и даже будет служить Чхонлуну.
Доктор, проведя осмотр вдовы Самтхая, считает, что у неё неизвестная болезнь, и помочь может лишь тайное снадобье Чхонлуна. Лекарь соглашается устроить встречу Хоуваня с Чхонлуном.
Юноша приносит Чхонлуну подарки и сообщает об улучшении состояния. Но, поскольку требуется регулярный приём лекарства, Хоувань вынужден просить ещё. Парень предлагает заплатить любую цену, но поскольку у него мало денег, Чхонлун предлагает работу телохранителя. Хоувань вынужден согласиться даже несмотря на то, что ему придётся столкнуться с людьми школы Терпимость (чтобы убедить юношу, Лоусам уверяет его, что Кимкуань отрубил себе ногу не от стыда, а чтобы сохранить себе жизнь).
Выполняя новую работу, Хоувань с людьми Чхонлуна нападает на небольшие группы учеников «Терпимости». Избив их, они угрожают в скором времени разобраться со всей их «сектой».
При случайной встрече Хоуваня с Чхаупхин, она призывает его отказаться от работы, поскольку Чхонлун — заклятый враг её семьи. Тот, в свою очередь, говорит, что у него нет выбора. Кроме того, его не устраивает то, что Самтхай мёртв, а её отец жив. Разочаровавшись в парне, Чхаупхин бьёт его также как и внезапно появившийся Намсин. Сумев отбиться, Хоувань удаляется.
Вдова Самтхая делится, что её боль теперь исчезает лишь после большего числа пилюль лекарства. Хоувань считает это недобрым знаком.
Фонкон и Намсин тайно уходят из школы, решая пресечь некую контрабанду. За ними следует мальчик из их школы, и по пути за ними его похищают. Став свидетелями контрабанды, двое пытаются задержать преступников — начинается драка и погоня.
Лоусам приводит Хоуваня к месту, где лежит похищенный мальчик без сознания. Хоувань узнаёт его (он был с Чхаупхин, когда та пыталась остановить драку) и потому пытается привести его в сознание. Внезапно прибывшие на место Фонкон и Намсин, обвиняют Хоуваня в убийстве мальчика. Новый телохранитель Чхонлуна пресекает попытку своих новых товарищей расправиться над двумя людьми «Терпимости» и позволяет им уйти с телом мальчика, беря всю ответственность перед своим начальником на себя.
Встретившая Фонкона и Намсина Чхаупхин узнаёт от них, что Хоувань виновен в смерти мальчика. Об этом узнаёт и Кимкуань.
Эти двое учеников натыкаются на Сиусама. Воспользовавшись случаем, двое избивают его, чтобы узнать, где толстяк. Побитый соглашается помочь.
Фонкон и Намсин проникают во двор поместья, избивают охранников, а в одной из комнат застают толстяка. Силой схватив разыскиваемого, двое просят передать Чхонлуну, что когда толстяк во всём сознается, они покончат с шайкой Чхонлуна.
Кимкуань, уверенный в том, что толстяк во всём признается, выражает готовность отправиться на разборку к Чхонлуну, из-за чего просит Фонкона привести толстяка. Ученик застаёт мёртвого толстяка с воткнутым в него ножом. Учитель признаёт, что дела плохи, поскольку теперь у них нет свидетеля, а когда Чхонлун узнаёт о смерти своего человека, то обвинит в этом его школу.
Чхонлун, узнав о захвате толстяка, приказывает Хоуваня отправиться за ним, а если откажут — разнести их школу. Поначалу парень отказывается выполнять это задание, но, узнав, что выполнив работу, он получит рецепт приготовления снадобья для вдовы Самтхая, соглашается.
Дочь Кимкуаня приходит к вдове Самтхая в гостиницу. Чхаупхин сообщает ей, что Хоувань совершает плохие поступки, работая на Чхонлуна, и просит их троих вернуться обратно домой. Видя покидающую гостиницу Чхаупхин, ученик Самтхая говорит ей, что не убивал их мальчика. Мунлань решает поговорить с парнем о том, что рассказала гостья. Тот признаётся в отсутствии у него выбора из-за состояния её матери, но по его словам он должен выполнить ещё «кое-что» прежде, чем они втроём смогут вернуться домой.
Чхонлун со своими людьми, придя в школу «Терпимость», требуют от её хозяина вернуть им толстяка. Кимкуань, в свою очередь, называет Чхонлуна преступником, при этом признаёт, что у него нет этому доказательств. Хоувань призывает отдать пленника по-хорошему. Фонкон отказывает, после чего нападает с Намсином на Хоуваня. В драку вступает и Чхаупхин. Чхонлун, видя, что его новый телохранитель не желает убивать своих оппонентов, приказывает Лоусама «действовать». Кимкуань, а за ним и люди Чхонлуна вступают в схватку. Фонкон, получив команду от Чхонлуна нападает на Кимкуаня. Раскрывшийся предатель признаётся, что специально выманил мальчика, чтобы его убили, и оклеветал Хоуваня — сделал всё, чтобы поссорить ученика Самтхая со школой «Терпимость». Лоусам подтверждает, что подговорил Фонкона схватить толстяка, а затем убить в усадьбе, чтобы выдать расправу с «Терпимостью» как месть. Чхонлун требует убийства Хоуванем трёх оставшихся человек — Чхаупхин, её отца и Намсина, в противном случае грозится убить его. Тот отказывается и избивает Лоусама. Люди Чхонлуна приводят схваченных Мунлань и её мать. По словам начальника Хоуваня, он дал вдове яд, который подсыпал в чай Фонкон, и когда Хоувань выполнит приказ, старуха получит противоядие, и они втроём смогут вернуться, а в противном случае заложников убьют. Вдова совершает самоубийство после призыва к Хоуваню позаботиться о Мунлань. В разразившейся драке Фонкон погибает от посоха Кимкуаня, а Лоусама и Чхонлуна избивает до смерти Хоувань. Оставшиеся люди Чхонлуна сбегают. Хоувань и Мунлань оплакивают вдову.

## В ролях
| Актёр/актриса | Персонаж и его описание                          |
| Джеки Чан     | ученик школы Таншань Тхон Хоувань                |
| Нора Мяо      | дочь Чон Самтхая Чон Мунлань                     |
| Джеймс Тянь   | ученик Чун Кимкуаня Фонкон                       |
| Им Ын Джу     | дочь Чун Кимкуаня Чун Чхаупхин                   |
| Ям Сайкунь    | мастер школы Терпимость Чун Кимкуань             |
| Гао Цян       | старший брат семьи Нгай Нгай Чхонлун             |
| Сюй Ся        | мастер школы боевых искусств Таншань Чон Самтхай |
| Гим Ён Иль    | второй ученик Чун Кимкуаня Намсин                |
| Оуян Шафэй    | жена Чон Самтхая                                 |
| Чхёй Юнь      | молодой босс дома семьи Нгай Сиусам              |
| Ван Гуанъюй   | подручный Нгай Чхонлуна Лоусам                   |
| Сюй Шаохун    | второй брат, младший брат Нгай Чхонлуна          |
| Пэн Сянчжан   | прихвостень Нгай Чхонлуна                        |
| Ван Яоюань    | прихвостень Нгай Чхонлуна                        |
| Че Кинмань    | прихвостень Нгай Чхонлуна                        |
| Лэй Чхёньфу   | прихвостень Нгай Чхонлуна                        |
| Чиу Лоукон    | мужчина, принёсший труп                          |
| Лён Сиусэк    | доктор                                           |

## Отзывы
Кальвин МакМиллин (LoveHKFilm.com): 
Хотя «Кулак дракона» не является классикой жанра, он представляет из себя нечто большее, чем типичный фильм с боевыми искусствами.

Борис Хохлов (HKCinema.ru): 
Если абстрагироваться от года выхода «Кулака дракона», фильм весьма хорош – в нём есть вполне убедительная драма, в нём есть детективная интрига и в нём есть отличный экшен, чуть старомодный, но тем не менее крайне качественно поставленный и исполненный.
 
Уилл Коуф (Silver Emulsion Reviews): 
Это не самый захватывающий фильм или фильм, стоящий выше других фильмов кунг-фу той эпохи, но это хороший фильм сам по себе, и он впечатляюще хорошо написан для низкобюджетного фильма кунг-фу.

Эндрю Сароч (Far East Films): 
Джеки Чану дали одну из его более серьёзных ролей, и он добивается отличных результатов как в актёрской, так и в боевой части.

Эйн Фрил (The Action Elite): 
«Кулак дракона» — один из моих любимых фильмов с Джеки Чаном с потрясающими (и последовательными) боевыми сценами, которые легко опережают большинство современных высокобюджетных боевиков.

World Film Geek: 
«Кулак дракона», безусловно, лучший из совместных работ Ло и Чана, и всё это благодаря сюжетным твистам, не говоря уже о красивой и чёткой хореографии Чана.

Энтони Гейтс (easternKicks.com): 
Ло Вэй снова терпит неудачу в попытке сделать из Джеки своего нового Брюса в этом прохладном, хотя и не совсем ужасном, рассказе о мести...

## Технические данные
- Язык: кантонский
- Продолжительность: 92 мин
- Изображение: цветной
- Плёнка: 35 мм.
- Формат: 2,35:1.
- Звук: моно